# Lamine Boutabia
Lamine Boutabia est un footballeur algérien né le 26 février 1981 à Annaba. Il évoluait au poste d'arrière gauche.

## Biographie
Lamine Boutabia évolue principalement en faveur de l'USM Annaba, club où il évolue pendant sept saisons.
De 2002 à 2009, il joue 79 matchs en première division algérienne, inscrivant un but. Ses statistiques avant 2002 ne sont pas connues.

## Palmarès
- Champion d'Algérie de D2 en 2008 avec le MC El Eulma et en 2010 avec le MC Saïda